# 2222年ピクニック
『2222年ピクニック』（2222ねんピクニック）は、チューリップ13枚目のアルバム。1982年7月1日発売。

## 解説
財津和夫の宇宙志向及び、シンセサイザーやコーラスを多用する第2期チューリップを代表するアルバムの一つである。冷戦や環境問題も反映されており、この路線は次回作『Halo』でより強く打ち出されることとなった。
タイトル曲の『2222年ピクニック』は先行してシングルカットされる予定だったが、当初B面として制作された『We Can Fly』がスタッフの評判を得たことから没となり、『We Can Fly』がシングルとして4月1日にリリースされた。
発売当時のLPの歌詞カードには「平和な国の反戦歌」と題した財津のポエムが掲載されていた。CD化の際にこのポエムが掲載されたのは、1993年盤・2005年盤のみである。

## 収録曲

### SIDE 1
1. 美しい星
  - 作曲：財津和夫　編曲：チューリップ
  - Instrumentalで、2曲目の『2222年ピクニック』につながっている。
2. 2222年ピクニック
  - 作詞／作曲：財津和夫　編曲：チューリップ　ボーカル：財津和夫
  - 2222年の未来を描いた曲だが、「空に浮かぶ巨大なオレンジ色」という不穏な歌詞が登場する。最後は安部俊幸のギターソロで締めくくられる。2022年のデビュー50周年ライブでも歌詞の順番を変えて演奏されている。
3. 星をちりばめて
  - 作詞／作曲：財津和夫　編曲：チューリップ　ボーカル：財津和夫
4. 心の中は白い画用紙
  - 作詞：財津和夫／作曲：姫野達也　編曲：チューリップ　ボーカル：姫野達也
5. 星のコラージュ
  - 作詞：伊藤薫／作曲：安部俊幸　編曲：チューリップ　ボーカル：伊藤薫
6. 君の季節
  - 作詞／作曲：財津和夫　編曲：チューリップ　ボーカル：財津和夫

### SIDE 2
1. VOLUME・10 FULL
  - 作詞／作曲：宮城伸一郎　編曲：チューリップ　ボーカル：宮城伸一郎
  - 1997年のセルフカバーアルバム『We believe in Magic Vol.2』に新録バージョンが収録された。
2. ホロスコープ・ラヴ
  - 作詞／作曲：安部俊幸　編曲：チューリップ　ボーカル：姫野達也
3. 生まれる星
  - 作詞／作曲：財津和夫　編曲：チューリップ　ボーカル：財津和夫
4. アルバトロス
  - 作詞／作曲：財津和夫　編曲：チューリップ　ボーカル：財津和夫
  - アルバトロスはアホウドリのことであり、その姿から宇宙を着想し歌にしている。

## クレジット
PRODUCER: KAZUNAGA NITTA
DIRECTOR: KEIICHI YONEDA
ENGINEER: TAKESHI ITO, ATAUO FUJITA
ASSISTANT: HIROSHI SAITO
MANAGER: HIDEKI ASO, HIDEO SETO, SHOGO TANAKA
ALBUM DESIGN: TAKUYA ONO DESIGN OFFICE  AKEMI ITO
ILLUSTRATION: TORU TAKEI
PHOTOGRAPHY: KENJI TAGUCHI
ALL SONGS WRITTEN, COMPOSED AND PERFORMED BY TULIP
RECORDED AT SOUND INN AND STUDIO TAKE ONE
EXECUTIVE MANAGEMENT BY Cricket
I dedicate this recoad to the first person who ate sea cucumber